# Stojna Vangelovska
Stojna Vangelovska  (nacida el 5 de febrero de 1964 en Skopje, Yugoslavia) es una exjugadora de baloncesto macedonia. Consiguió 2 medallas en competiciones oficiales con Yugoslavia.